# Guerra segreta (fumetto)
Guerra Segreta (in inglese Secret War) è una miniserie a fumetti pubblicata dalla Marvel Comics nel 2004-2005, scritta da Brian Michael Bendis e disegnata da Gabriele Dell'Otto.
L'intreccio narrativo coinvolge molti dei più famosi supereroi dell'universo Marvel, come l'Uomo Ragno, Capitan America, Wolverine, Devil, Luke Cage e Nick Fury che affrontano una schiera di supercriminali di secondaria importanza equipaggiati con armamentari di alta tecnologia forniti da un misterioso benefattore.

## Storia editoriale
Il primo albo venne pubblicato nel febbraio del 2004 e, malgrado l'opera fosse stata programmata per avere regolare periodicità bimestrale, ebbe molti ritardi. La pubblicazione venne completata solo nel dicembre 2005. Una raccolta fu realizzata nel marzo 2006.
Le conseguenze della serie vennero analizzate in un arco narrativo di The Pulse e molti dei personaggi utilizzati nella miniserie confluirono sulle pagine di New Avengers al debutto della collana (novembre 2004).
La trama narrata in Guerra segreta è completamente slegata da Guerre segrete e dal suo seguito (Guerre segrete II), sebbene il crossover in parola sia servito da ispirazione.
In Italia la vita editoriale della miniserie è stata meno travagliata, tuttavia i ritardi nell'uscita degli albi originali si sono parzialmente riflessi anche sull'edizione italiana curata dalla Panini Comics, il cui terzo e ultimo numero è uscito a distanza di parecchi mesi dal precedente.

## Trama
Nel 2003 Nick Fury, direttore della forza di sicurezza internazionale S.H.I.E.L.D., scopre una trama segreta da parte del primo ministro latveriano, Lucia von Bardas, per finanziare supercriminali di serie B con tecnologia avanzata, probabile lascito del precedente dittatore Dottor Destino (all'epoca imprigionato all'inferno). Scopo dell'operazione è seminare il terrore in suolo americano. Fury riporta immediatamente le informazioni acquisite al Presidente, ma si vede negare l'autorizzazione a procedere per spodestare il governo di Latveria successivo a Destino, appoggiato dagli Stati Uniti. Fury rassegna le sue dimissioni, infuriato perché vede un autocompiacimento sulle misure di sicurezza adottate analogo a quello precedente gli attentati dell'11 settembre 2001, che pone le premesse per un analogo disastro.
Fury recluta Capitan America, l'Uomo Ragno, Devil, la Vedova Nera, Luke Cage, Wolverine e l'agente potenziato dello S.H.I.E.L.D. Daisy Johnson nel tentativo di abbattere segretamente e per iniziativa personale Latveria. In seguito i supereroi partecipanti subiranno un lavaggio del cervello da parte di Fury, allo scopo di mantenere il segreto sulla missione.
Un anno dopo, una rappresaglia a tappeto viene scatenata sopra New York lasciando Cage in coma, mentre Fury e un gruppo di supereroi affrontano Von Bardas e la sua armata iper-tecnologica. In realtà è una trappola per i supereroi di New York perché sia lei che i supercriminali che compongono la sua orda sono collegati a una bomba.
Dopo che Lucia Von Bardas viene uccisa da Daisy Johnson, la bomba disinnescata, e la coalizione di supercriminali sconfitta e arrestata, gli eroi vogliono delle risposte da Nick Fury a proposito di quanto è successo. Anche Wolverine, che arriva insieme con gli X-Men vuole delle risposte e uccide Fury, fermandosi solo dopo essere stato colpito da Daisy Johnson che successivamente spiega la vera natura del colonnello (egli è un L.M.D.) e che il vero Fury è sparito. La manipolazione mentale è rivelata dallo stesso Fury tramite il L.M.D., causando la rabbia di tutti i supereroi coinvolti nel complotto per l'invasione della Latveria (eccetto la Vedova Nera, Capitan America e Daisy Johnson, ai quali in qualità di agenti S.H.I.E.L.D. è stato permesso di conservare la loro memoria). Fury si accomiata dicendo che è l'ultima volta che lo vedono e che spera che coloro che hanno partecipato all'operazione possano capire perché l'ha fatto. Viene rimpiazzato da Maria Hill come direttore dello S.H.I.E.L.D.

## Personaggi coinvolti
Supereroi
- S.H.I.E.L.D.
  - Nick Fury
  - Nick Fury Life Model Decoy
  - Vedova Nera
  - Daisy Johnson
- Capitan America
- Uomo Ragno
- Devil
- Luke Cage
- X-Men
  - Bestia
  - Ciclope
  - Emma Frost
  - Kitty Pryde
  - Wolverine
- Fantastici Quattro
  - Mister Fantastic
  - Donna invisibile
  - Torcia Umana
  - Cosa

Supercriminali
- Lucia von Bardas
- Boomerang
- Costrittore
- Dinamo Cremisi IX
- Crossfire
- Diamante III (Debbie Bertrand)
- Anguilla II (Edward Lavell)
- Goldbug
- Sinistro Mietitore
- Hobgoblin V
- Killer Shrike
- Re Cobra
- Lady Octopus
- Mentallo
- Mister Fear IV
- Scorcher
- Scorpione I
- Shocker
- Ammazzaragni XIX
- Riparatore
- Trapster
- Wizard

## Edizioni
- Marvel Omnibus: Secret War, Panini Comics (Marvel Italia), 151 pagine - ISBN 978-88-8343-783-0